# Bataille de Le Transloy
 (juillet 2025).
Si vous disposez d'ouvrages ou d'articles de référence ou si vous connaissez des sites web de qualité traitant du thème abordé ici, merci de compléter l'article en donnant les références utiles à sa vérifiabilité et en les liant à la section « Notes et références ».
Première Guerre mondiale
Front de l'Ouest
Batailles
Bataille de la Somme
- Albert
- Crête de Bazentin
- Bois Delville
- Pozières
- Guillemont (en)
- Ginchy
- Flers-Courcelette
- Morval
- Crête de Thiepval
- Le Transloy
- Hauteurs de l'Ancre

La bataille de Le Transloy (ou bataille du Transloy) est une bataille constitutive de la bataille de la Somme lors de la Première Guerre mondiale. Combattue entre le 8 et le 18 octobre 1916, elle est la dernière grande attaque de la 4e armée du Corps expéditionnaire britannique (CEB) lors de la bataille de la Somme.
La bataille a été menée en conjonction avec les attaques des 10e et 6e armées françaises sur le flanc sud et de la 5e armée (et de la réserve) sur le flanc nord, contre le Groupe d'armées Rupprecht de Bavière.
Malgré l'engagement, le résultat de la bataille n'est pas conclusif.

## Liens externes

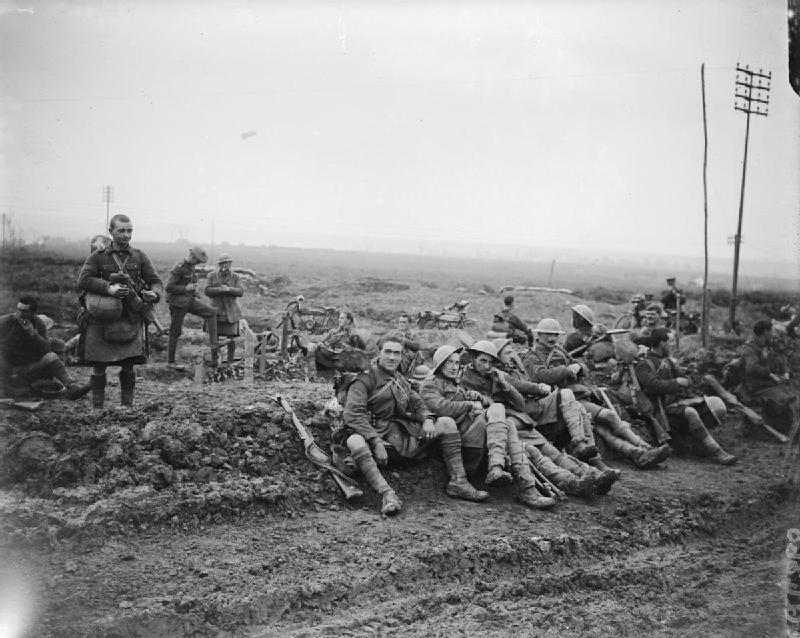
Des soldats du Black Watch se reposant pendant la bataille.